# Futbolniy Klub Alay
O Futbolniy Klub Alay é um clube de futebol do Quirguistão, com sede na cidade de Osh. O clube disputa o Campeonato nacional do país.

## Títulos
- Campeonato Quirguistanês:
  - 2013

- Copa do Quirguistão:
  - 2013, 2020

## Elenco de 2018[2]
| Nome                     | Posição  | Nacionalidade |
| ------------------------ | -------- | ------------- |
| Abduaziz Makhkamov       | Goleiro  | Tajiquistão   |
| Marat Mamasadykov        | Goleiro  | Quirguistão   |
| Ilyaz Alimov             | Defensor | Quirguistão   |
| Shukhrat Rakhmonov       | Defensor | Quirguistão   |
| Nursultan Atamurzayev    | Defensor | Quirguistão   |
| Akramjon Umarov          | Defensor | Quirguistão   |
| Bekbolot Akmataliev      | Defensor | Quirguistão   |
| Ulugbek Riskulov         | Defensor | Quirguistão   |
| Bakytbek Mamatov         | Meia     | Quirguistão   |
| Abror Kydyraliev         | Meia     | Quirguistão   |
| Murolyim Ahmedov         | Meia     | Quirguistão   |
| Modibo Sidibé            | Meia     | Níger         |
| Odiljon Abdurakhmanov    | Meia     | Quirguistão   |
| Alia Silla               | Atacante | Guiné         |
| Umarbek Tokhtasinov      | Atacante | Uzbequistão   |
| Maksat Alimov            | Meia     | Quirguistão   |
| Vladimir Verevkin        | Atacante | Quirguistão   |
| Abdurashid Saidrakhmanov | Meia     | Quirguistão   |
| Ulugbek Muminov          | Defensor | Uzbequistão   |
| Victor Kelm              | Atacante | Quirguistão   |
| Shakhmurod Mansurov      | Meia     | Quirguistão   |

## Elenco de 2017[3]
| Nº | Nome          | Naturalidade | Posição                  |
| -- | ------------- | ------------ | ------------------------ |
| 1  | Goleiro       | Tajique      | Abduaziz Mahkamov        |
| 2  | Volante       | Quirguiz     | Aldiiarbek Kabylbekov    |
| 3  | Defendor      | Quirguiz     | Bekbolot Akmataliev      |
| 4  | Volante       | Quirguiz     | Abror Kydyraliev         |
| 5  | Defendor      | Quirguiz     | Ilyaz Alimov             |
| 6  | Defendor      | Quirguiz     | Nursultan Atamurzaev     |
| 7  | Centro-Avante | Uzbeque      | Umar Tukhtasinov         |
| 9  | Centro-Avante | Guineano     | Alia Sylla               |
| 10 | Centro-Avante | Nigeriano    | Issa Modibo Sidibé       |
| 11 | Volante       | Quirguiz     | Bakytbek Mamatov         |
| 12 | Defendor      | Quirguiz     | Shukhrat Rakhmonov       |
| 13 | Defendor      | Quirguiz     | Ulugbek Riskulov         |
| 14 | Goleiro       | Quirguiz     | Abdulnur Mamytov         |
| 15 | Volante       | Quirguiz     | Abdurakhmanov Odilzhon   |
| 16 | Volante       | Quirguiz     | Abdurashid Saidrakhmanov |
| 17 | Defendor      | Quirguiz     | Akram Umarov             |
| 19 | Centro-Avante | Quirguiz     | Vladimir Verevkin        |
| 30 | Goleiro       | Quirguiz     | Maratbek Mamasadıkov     |
| *  | Treinador     | Quirguiz     | Nemat Koshokov           |